# Cidade-Mulher
Cidade-Mulher é um filme brasileiro de 1936, dirigido por Humberto Mauro, com roteiro de Henrique  Pongetti. O filme teve Carmem Santos como produtora, sendo uma produção da Brasil Vita Filmes.
À convite de Carmem Santos, Noel Rosa compôs seis músicas para a trilha sonora do filme. O filme foi destruído num incêndio ocorrido nos estúdios da Brasil Vita Filmes.

## Elenco
| Ator/Atriz         | Personagem         |
| ------------------ | ------------------ |
| Carmem Santos      | Dóris, a Filha     |
| Jaime Costa        | O empresário (pai) |
| Mário Salaberry    | O Namorado         |
| Sarah Nobre        | A baronesa         |
| Bandeira Duarte    | Clô-Clô            |
| José Amaro         | —                  |
| María Amaro        | —                  |
| Zenaide Andrea     | —                  |
| Margarida Bandeira | —                  |
| Aida Conceição     | —                  |
| Joel de Almeida    | —                  |
| Sílvia Drummond    | —                  |
| Aída Izquierdo     | —                  |
| Bibi Ferreira      | —                  |
| Alice Figueiredo   | —                  |
| Carmem Figueiredo  | —                  |
| Cyrano Heleno      | —                  |
| Mary Kler          | —                  |